# Quadrique projective
 (janvier 2023).
Si vous disposez d'ouvrages ou d'articles de référence ou si vous connaissez des sites web de qualité traitant du thème abordé ici, merci de compléter l'article en donnant les références utiles à sa vérifiabilité et en les liant à la section « Notes et références ».
En mathématiques, plus précisément en géométrie, une quadrique projective ou hyperquadrique est une partie d'un espace projectif associée à une forme quadratique sur l'espace vectoriel dont cet espace projectif provient.

## Généralités

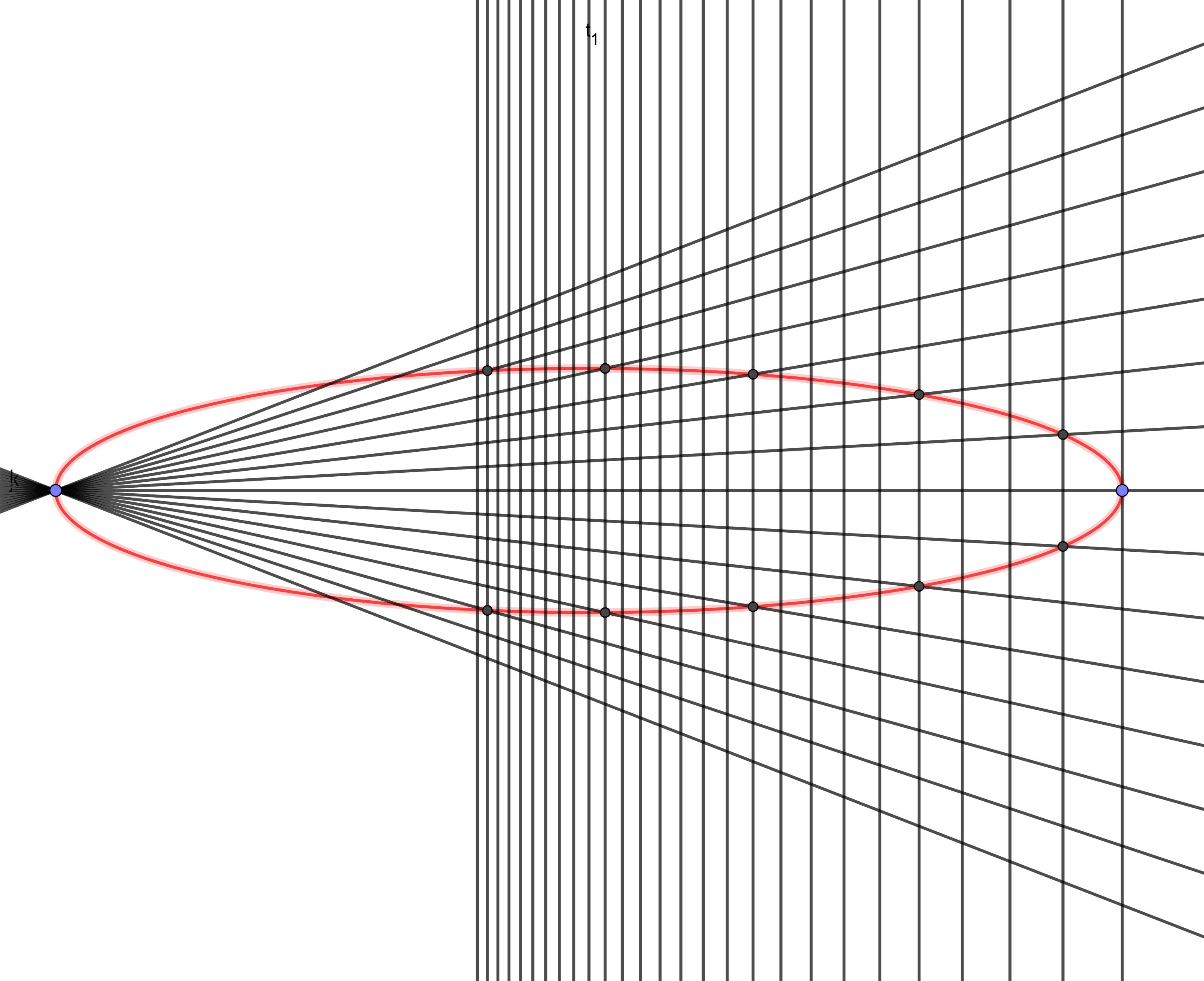
Quadrique projective avec point à l'infini

Considérons par exemple la forme quadratique {\displaystyle Q:\mathbb {R} ^{3}\to \mathbb {R} ,(x,y,z)\mapsto xz+y^{2}}. Ici, l'espace vectoriel considéré est l'espace vectoriel réel {\displaystyle \mathbb {R} ^{3}}, l'espace projectif associé est {\displaystyle P(\mathbb {R} ^{3})=P^{2}(\mathbb {R} )}, le plan projectif réel. On note alors {\displaystyle \pi :\mathbb {R} ^{3}\setminus \{0\}\to P^{2}(\mathbb {R} ),x\mapsto D_{x}}, la projection canonique. La quadrique projective associée à {\displaystyle Q} est par définition {\displaystyle \pi (Q^{-1}(0)-\{0\})=\{\pi (x,y,z):xz+y^{2}=0,(x,y,z)\in \mathbb {R} ^{3}\setminus \{0\}\}}.
Une hyperquadrique est donc l'image d'un cône isotrope privé de l'origine. C'est l'ensemble des droites génératrices du cône.
L'étude des coniques projectives conduit par exemple au théorème de Pascal.

## Conjugaison par rapport à une quadrique
Soit {\displaystyle E} un espace vectoriel réel, {\displaystyle \varphi } une forme quadratique de forme bilinéaire symétrique non dégénérée sur {\displaystyle E} associée {\displaystyle f}, {\displaystyle Q} l'hyperquadrique associée. On dit que deux points {\displaystyle \pi (x)} et {\displaystyle \pi (x')} sont conjugués par rapport à l' hyperquadrique {\displaystyle Q} si {\displaystyle f(x,x')=0}.
Soit  {\displaystyle m=\pi (x)}. L'ensemble des points conjugés de {\displaystyle m} par rapport à {\displaystyle Q} s'appelle la polaire ou l'hyperplan polaire de {\displaystyle m} par rapport à {\displaystyle Q}.